# Aymeric Laporte
Aymeric Jean Louis Gérard Alphonse Laporte (Agen, 27 maggio 1994) è un calciatore francese naturalizzato spagnolo, difensore dell'Al-Nassr e della nazionale spagnola, con la quale si è laureato campione d’Europa nel 2024.

## Biografia
Nasce ad Agen, in Francia, dove inizia a giocare fin dalla tenera età per la squadra della sua città. All'età di 16 anni si fa notare dall'Athletic Club, che lo ingaggia tra le file delle proprie giovanili. Seppur non nato in Euskal Herria, le sue ascendenze basche e l'aver fatto parte del vivaio del club gli hanno permesso di rispettare la politica societaria che consente di schierare soltanto calciatori baschi o provenienti dal settore giovanile.

## Caratteristiche tecniche
Difensore centrale mancino, forte fisicamente e dotato di buona tecnica individuale; forte nel gioco aereo, è abile palla al piede e nell'impostare l'azione dalla retroguardia difensiva. All'occorrenza può giocare anche nel ruolo di terzino sinistro. È considerato uno dei migliori difensori centrali della sua generazione.

## Carriera

### Club

#### Athletic Bilbao
Cresciuto calcisticamente tra Aviron Bayonnais e Athletic Bilbao, esordisce tra i professionisti con il Baskonia prima di passare alla seconda squadra dell'Athletic Bilbao, il Bilbao Athletic. Nel 2012 fa ritorno in prima squadra.
Nella stagione 2013-2014 gioca 35 partite in Primera Division, segnando due gol, e viene inserito nella formazione ideale del campionato. All'inizio della stagione 2015-2016 vince il suo primo trofeo in carriera, la Supercoppa di Spagna, grazie alla vittoria totale per 5-1 contro il Barcellona. Il 13 giugno 2016 rinnova il suo contratto con la società basca fino al giugno 2020.

#### Manchester City
Il 29 gennaio 2018 si libera dall'Athletic Bilbao, pagando la clausola rescissoria da 65 milioni di euro prevista nel suo contratto, e il giorno successivo passa al Manchester City, firmando un contratto valido fino al giugno 2023 e scegliendo di indossare la maglia numero 14; il francese diventa il terzo difensore più costoso di sempre dopo Virgil van Dijk e Harry Maguire. Debutta da titolare con la maglia dei Citizens il 31 gennaio, nella partita interna di campionato vinta 3-0 contro il West Bromwich Albion. Il 25 agosto 2018 segna la sua prima rete con la maglia del Manchester City, nella partita giocata in trasferta contro il Wolverhampton, realizzando la rete del pareggio.
Il 25 aprile 2021 segna con un colpo di testa, la rete che consente ai Citizens di superare il Tottenham e di conquistare la quarta Coppa di Lega inglese di fila.
Lascia il Manchester City dopo cinque stagioni e mezza, avendo collezionato 180 presenze e 12 reti tra tutte le competizioni e vinto 15 trofei.

#### Al-Nassr
Il 24 agosto si trasferisce a titolo definitivo all'Al-Nassr, al termine di una trattativa che porta più di 23 milioni di sterline nelle casse del club inglese.
Il 4 novembre 2023 segna il suo primo gol con la maglia dell'Al-Nassr.

### Nazionale
Compie tutta la trafila delle giovanili nazionali francesi, disputando 51 presenze e segnando 3 reti tra tutte le selezioni. Successivamente è stato il capitano della nazionale Under-21 francese, rappresentandola dal 2013 al 2016.
Nell'agosto 2016, per volere del commissario tecnico spagnolo Julen Lopetegui, ha iniziato il processo di rendersi convocabile per la Spagna, ma un mese più tardi è stato chiamato per la prima volta dal CT francese Didier Deschamps nella nazionale maggiore per le sfide di ottobre, valide alla qualificazione al mondiale di Russia 2018, contro Bulgaria e Paesi Bassi, dove tuttavia non scende in campo. Viene richiamato in nazionale tre anni più tardi per le sfide di settembre, contro Albania e Andorra, valide alle qualificazioni al campionato d'Europa 2020, non venendo schierato neppure questa volta.
Il 12 maggio 2021 ottiene la cittadinanza spagnola e qualche giorno più tardi il commissario tecnico spagnolo Luis Enrique lo include nella lista dei convocati per Euro 2020. Il 4 giugno seguente fa il suo esordio in amichevole contro il Portogallo. Segna il suo primo gol con la nazionale spagnola il 23 giugno 2021 nella terza partita dei gironi di Euro 2020 contro la Slovacchia.

## Statistiche

### Presenze e reti nei club
Statistiche aggiornate all'27 novembre 2023.
| Stagione               | Squadra                | Campionato             | Campionato | Campionato | Coppe nazionali | Coppe nazionali | Coppe nazionali | Coppe continentali | Coppe continentali | Coppe continentali | Altre coppe | Altre coppe | Altre coppe | Totale | Totale |
| Stagione               | Squadra                | Comp                   | Pres       | Reti       | Comp            | Pres            | Reti            | Comp               | Pres               | Reti               | Comp        | Pres        | Reti        | Pres   | Reti   |
| ---------------------- | ---------------------- | ---------------------- | ---------- | ---------- | --------------- | --------------- | --------------- | ------------------ | ------------------ | ------------------ | ----------- | ----------- | ----------- | ------ | ------ |
| 2011-2012              | Baskonia               | TD                     | 33         | 2          | -               | -               | -               | -                  | -                  | -                  | -           | -           | -           | 33     | 2      |
| ago. 2012              | Bilbao Athletic        | SDB                    | 8          | 0          | -               | -               | -               | -                  | -                  | -                  | -           | -           | -           | 8      | 0      |
| 2012-2013              | Athletic Bilbao        | PD                     | 15         | 0          | CR              | 0               | 0               | UEL                | 2                  | 0                  | -           | -           | -           | 17     | 0      |
| 2013-2014              | Athletic Bilbao        | PD                     | 35         | 2          | CR              | 3               | 0               | -                  | -                  | -                  | -           | -           | -           | 38     | 2      |
| 2014-2015              | Athletic Bilbao        | PD                     | 33         | 0          | CR              | 7               | 0               | UCL+UEL            | 7+2                | 0                  | -           | -           | -           | 49     | 0      |
| 2015-2016              | Athletic Bilbao        | PD                     | 26         | 3          | CR              | 5               | 2               | UEL                | 12                 | 0                  | SS          | 2           | 0           | 45     | 5      |
| 2016-2017              | Athletic Bilbao        | PD                     | 33         | 2          | CR              | 4               | 0               | UEL                | 6                  | 0                  | -           | -           | -           | 43     | 2      |
| 2017-gen. 2018         | Athletic Bilbao        | PD                     | 19         | 0          | CR              | 1               | 0               | UEL                | 10                 | 1                  | -           | -           | -           | 30     | 1      |
| Totale Athletic Bilbao | Totale Athletic Bilbao | Totale Athletic Bilbao | 161        | 7          |                 | 20              | 2               |                    | 39                 | 1                  |             | 2           | 0           | 222    | 10     |
| gen.-giu. 2018         | Manchester City        | PL                     | 9          | 0          | FACup+CdL       | 1+0             | 0               | UCL                | 3                  | 0                  | -           | -           | -           | 13     | 0      |
| 2018-2019              | Manchester City        | PL                     | 35         | 3          | FACup+CdL       | 4+1             | 0               | UCL                | 10                 | 2                  | CS          | 1           | 0           | 51     | 5      |
| 2019-2020              | Manchester City        | PL                     | 15         | 1          | FACup+CdL       | 2+0             | 0               | UCL                | 3                  | 0                  | CS          | 0           | 0           | 20     | 1      |
| 2020-2021              | Manchester City        | PL                     | 16         | 0          | FACup+CdL       | 4+3             | 0+2             | UCL                | 4                  | 0                  | -           | -           | -           | 27     | 2      |
| 2021-2022              | Manchester City        | PL                     | 33         | 4          | FACup+CdL       | 2+0             | 0               | UCL                | 9                  | 0                  | CS          | -           | -           | 44     | 4      |
| 2022-2023              | Manchester City        | PL                     | 12         | 0          | FACup+CdL       | 5+3             | 0               | UCL                | 4                  | 0                  | CS          | -           | -           | 24     | 0      |
| ago. 2023              | Manchester City        | PL                     | 1          | 0          | FACup+CdL       | 0               | 0               | UCL                | 0                  | 0                  | CS+SU+Cmc   | 0           | 0           | 1      | 0      |
| Totale Manchester City | Totale Manchester City | Totale Manchester City | 121        | 8          |                 | 25              | 2               |                    | 33                 | 2                  |             | 1           | 0           | 180    | 12     |
| 2023-2024              | Al-Nassr               | SPL                    | 27         | 4          | KCC             | 3               | 0               | ACL                | 7                  | 0                  | SS          | 1           | 0           | 38     | 4      |
| 2024-2025              | Al-Nassr               | SPL                    | 16         | 0          | KCC             | 1               | 0               | ACL                | 0                  | 0                  | SS          | 2           | 0           | 9      | 0      |
| Totale Al Nassr        | Totale Al Nassr        | Totale Al Nassr        | 43         | 4          |                 | 4               | 0               |                    | 7                  | 0                  |             | 3           | 0           | 47     | 4      |
| Totale carriera        | Totale carriera        | Totale carriera        | 356        | 21         |                 | 49              | 4               |                    | 79                 | 3                  |             | 6           | 0           | 490    | 28     |

### Cronologia presenze e reti in nazionale
| Cronologia completa delle presenze e delle reti in nazionale ― Spagna | Cronologia completa delle presenze e delle reti in nazionale ― Spagna | Cronologia completa delle presenze e delle reti in nazionale ― Spagna | Cronologia completa delle presenze e delle reti in nazionale ― Spagna | Cronologia completa delle presenze e delle reti in nazionale ― Spagna | Cronologia completa delle presenze e delle reti in nazionale ― Spagna | Cronologia completa delle presenze e delle reti in nazionale ― Spagna | Cronologia completa delle presenze e delle reti in nazionale ― Spagna |
| Data                                                                  | Città                                                                 | In casa                                                               | Risultato                                                             | Ospiti                                                                | Competizione                                                          | Reti                                                                  | Note                                                                  |
| --------------------------------------------------------------------- | --------------------------------------------------------------------- | --------------------------------------------------------------------- | --------------------------------------------------------------------- | --------------------------------------------------------------------- | --------------------------------------------------------------------- | --------------------------------------------------------------------- | --------------------------------------------------------------------- |
| 4-6-2021                                                              | Madrid                                                                | Spagna                                                                | 0 – 0                                                                 | Portogallo                                                            | Amichevole                                                            | -                                                                     | 79’                                                                   |
| 14-6-2021                                                             | Siviglia                                                              | Spagna                                                                | 0 – 0                                                                 | Svezia                                                                | Euro 2020 - 1º turno                                                  | -                                                                     |                                                                       |
| 19-6-2021                                                             | Siviglia                                                              | Spagna                                                                | 1 – 1                                                                 | Polonia                                                               | Euro 2020 - 1º turno                                                  | -                                                                     |                                                                       |
| 23-6-2021                                                             | Siviglia                                                              | Slovacchia                                                            | 0 – 5                                                                 | Spagna                                                                | Euro 2020 - 1º turno                                                  | 1                                                                     |                                                                       |
| 28-6-2021                                                             | Copenaghen                                                            | Croazia                                                               | 3 – 5 dts                                                             | Spagna                                                                | Euro 2020 - Ottavi di finale                                          | -                                                                     |                                                                       |
| 2-7-2021                                                              | San Pietroburgo                                                       | Svizzera                                                              | 1 – 1 dts (1 – 3 dtr)                                                 | Spagna                                                                | Euro 2020 - Quarti di finale                                          | -                                                                     | 90+3’                                                                 |
| 6-7-2021                                                              | Londra                                                                | Italia                                                                | 1 – 1 dts (4 – 2 dtr)                                                 | Spagna                                                                | Euro 2020 - Semifinale                                                | -                                                                     |                                                                       |
| 2-9-2021                                                              | Solna                                                                 | Svezia                                                                | 2 – 1                                                                 | Spagna                                                                | Qual. Mondiali 2022                                                   | -                                                                     | 40’                                                                   |
| 5-9-2021                                                              | Badajoz                                                               | Spagna                                                                | 4 – 0                                                                 | Georgia                                                               | Qual. Mondiali 2022                                                   | -                                                                     | 46’                                                                   |
| 8-9-2021                                                              | Pristina                                                              | Kosovo                                                                | 0 – 2                                                                 | Spagna                                                                | Qual. Mondiali 2022                                                   | -                                                                     |                                                                       |
| 6-10-2021                                                             | Milano                                                                | Italia                                                                | 1 – 2                                                                 | Spagna                                                                | UEFA Nations League 2020-2021 - Semifinale                            | -                                                                     |                                                                       |
| 10-10-2021                                                            | Milano                                                                | Spagna                                                                | 1 – 2                                                                 | Francia                                                               | UEFA Nations League 2020-2021 - Finale                                | -                                                                     | 86’                                                                   |
| 11-11-2021                                                            | Atene                                                                 | Grecia                                                                | 0 – 1                                                                 | Spagna                                                                | Qual. Mondiali 2022                                                   | -                                                                     |                                                                       |
| 14-11-2021                                                            | Siviglia                                                              | Spagna                                                                | 1 – 0                                                                 | Svezia                                                                | Qual. Mondiali 2022                                                   | -                                                                     |                                                                       |
| 29-3-2022                                                             | La Coruña                                                             | Spagna                                                                | 5 – 0                                                                 | Islanda                                                               | Amichevole                                                            | -                                                                     |                                                                       |
| 17-11-2022                                                            | Amman                                                                 | Giordania                                                             | 1 – 3                                                                 | Spagna                                                                | Amichevole                                                            | -                                                                     | 58’                                                                   |
| 23-11-2022                                                            | Doha                                                                  | Spagna                                                                | 7 – 0                                                                 | Costa Rica                                                            | Mondiali 2022 - 1º turno                                              | -                                                                     |                                                                       |
| 27-11-2022                                                            | Al Khor                                                               | Spagna                                                                | 1 – 1                                                                 | Germania                                                              | Mondiali 2022 - 1º turno                                              | -                                                                     |                                                                       |
| 6-12-2022                                                             | Al Rayyan                                                             | Marocco                                                               | 0 – 0 dts (3 – 0 dtr)                                                 | Spagna                                                                | Mondiali 2022 - Ottavi di finale                                      | -                                                                     | 77’                                                                   |
| 25-3-2023                                                             | Malaga                                                                | Spagna                                                                | 3 – 0                                                                 | Norvegia                                                              | Qual. Euro 2024                                                       | -                                                                     |                                                                       |
| 15-6-2023                                                             | Enschede                                                              | Spagna                                                                | 2 – 1                                                                 | Italia                                                                | UEFA Nations League 2022-2023 - Semifinale                            | -                                                                     |                                                                       |
| 18-6-2023                                                             | Rotterdam                                                             | Croazia                                                               | 0 – 0 dts (4 – 5 dtr)                                                 | Spagna                                                                | UEFA Nations League 2022-2023 - Finale                                | -                                                                     |                                                                       |
| 8-9-2023                                                              | Tbilisi                                                               | Georgia                                                               | 1 – 7                                                                 | Spagna                                                                | Qual. Euro 2024                                                       | -                                                                     |                                                                       |
| 12-9-2023                                                             | Granada                                                               | Spagna                                                                | 6 – 0                                                                 | Cipro                                                                 | Qual. Euro 2024                                                       | -                                                                     |                                                                       |
| 12-10-2023                                                            | Siviglia                                                              | Spagna                                                                | 2 – 0                                                                 | Scozia                                                                | Qual. Euro 2024                                                       | -                                                                     | 90’                                                                   |
| 15-10-2023                                                            | Oslo                                                                  | Norvegia                                                              | 0 – 1                                                                 | Spagna                                                                | Qual. Euro 2024                                                       | -                                                                     | 56’                                                                   |
| 22-3-2024                                                             | Londra                                                                | Spagna                                                                | 0 – 1                                                                 | Colombia                                                              | Amichevole                                                            | -                                                                     | 83’                                                                   |
| 26-3-2024                                                             | Madrid                                                                | Spagna                                                                | 3 – 3                                                                 | Brasile                                                               | Amichevole                                                            | -                                                                     | 42’                                                                   |
| 8-6-2024                                                              | Palma di Maiorca                                                      | Spagna                                                                | 5 – 1                                                                 | Irlanda del Nord                                                      | Amichevole                                                            | -                                                                     | 53’                                                                   |
| 20-6-2024                                                             | Gelsenkirchen                                                         | Spagna                                                                | 1 – 0                                                                 | Italia                                                                | Euro 2024 - 1º turno                                                  | -                                                                     |                                                                       |
| 24-6-2024                                                             | Düsseldorf                                                            | Albania                                                               | 0 – 1                                                                 | Spagna                                                                | Euro 2024 - 1º turno                                                  | -                                                                     | 46’                                                                   |
| 30-6-2024                                                             | Colonia                                                               | Spagna                                                                | 4 – 1                                                                 | Georgia                                                               | Euro 2024 - Ottavi di finale                                          | -                                                                     |                                                                       |
| 5-7-2024                                                              | Stoccarda                                                             | Spagna                                                                | 2 – 1 dts                                                             | Germania                                                              | Euro 2024 - Quarti di finale                                          | -                                                                     |                                                                       |
| 9-7-2024                                                              | Monaco di Baviera                                                     | Spagna                                                                | 2 – 1                                                                 | Francia                                                               | Euro 2024 - Semifinale                                                | -                                                                     |                                                                       |
| 14-7-2024                                                             | Berlino                                                               | Spagna                                                                | 2 – 1                                                                 | Inghilterra                                                           | Euro 2024 - Finale                                                    | -                                                                     |                                                                       |
| 5-9-2024                                                              | Belgrado                                                              | Serbia                                                                | 0 – 0                                                                 | Spagna                                                                | UEFA Nations League 2024-2025 - 1º turno                              | -                                                                     |                                                                       |
| 8-9-2024                                                              | Ginevra                                                               | Svizzera                                                              | 1 – 4                                                                 | Spagna                                                                | UEFA Nations League 2024-2025 - 1º turno                              | -                                                                     |                                                                       |
| 12-10-2024                                                            | Murcia                                                                | Spagna                                                                | 1 – 0                                                                 | Danimarca                                                             | UEFA Nations League 2024-2025 - 1º turno                              | -                                                                     |                                                                       |
| 15-10-2024                                                            | Cordova                                                               | Spagna                                                                | 3 – 0                                                                 | Serbia                                                                | UEFA Nations League 2024-2025 - 1º turno                              | 1                                                                     |                                                                       |
| 15-11-2024                                                            | Copenaghen                                                            | Danimarca                                                             | 1 – 2                                                                 | Spagna                                                                | UEFA Nations League 2024-2025 - 1º turno                              | -                                                                     |                                                                       |
| Totale                                                                |                                                                       | Presenze                                                              | 40                                                                    |                                                                       | Reti                                                                  | 2                                                                     |                                                                       |

## Palmarès

### Club

#### Competizioni nazionali
- Supercoppa di Spagna: 1

Athletic Bilbao: 2015
- Coppa di Lega inglese: 4

Manchester City: 2017-2018, 2018-2019, 2019-2020, 2020-2021
- Campionato inglese: 5

Manchester City: 2017-2018, 2018-2019, 2020-2021, 2021-2022, 2022-2023
- Community Shield: 2

Manchester City: 2018, 2019
- Coppa d'Inghilterra: 2

Manchester City: 2018-2019, 2022-2023

#### Competizioni internazionali
- UEFA Champions League: 1

Manchester City: 2022-2023
- Supercoppa UEFA: 1

Manchester City: 2023

### Nazionale
- UEFA Nations League: 1

2022-2023
- Campionato d'Europa: 1

Germania 2024